# Goletta

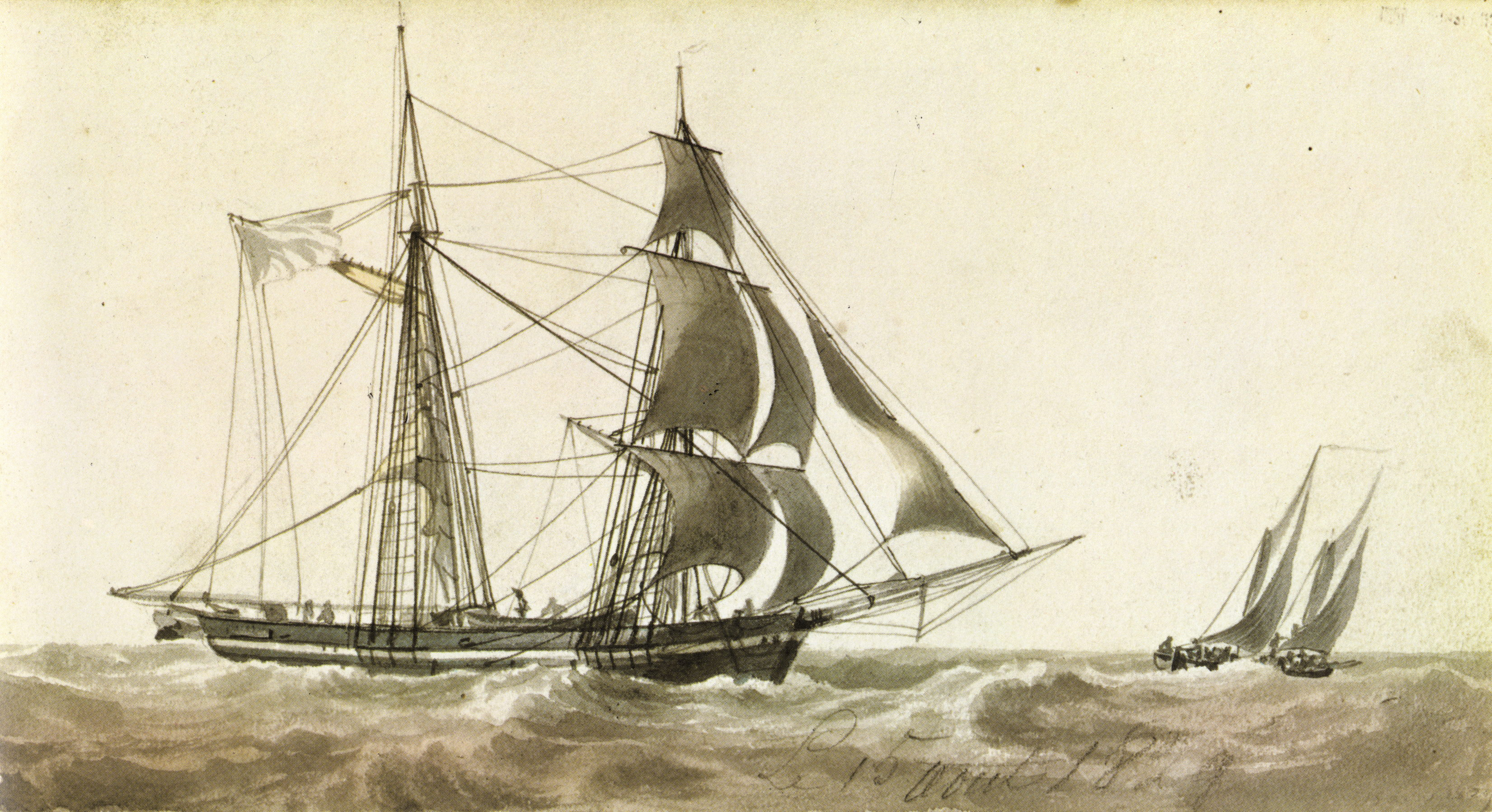
Brigantino goletta, di Antoine Roux.

La goletta è un veliero fornito di bompresso e due alberi, leggermente inclinati verso poppa, armati con vele auriche. Una variante molto comune è il brigantino-goletta che presenta sull’albero di maestra un armo a vele quadre al posto di vele auriche. Esistono comunque anche altri tipi di golette con più di due alberi e di armo velico. La goletta, pur essendo molto simile allo schooner, se ne differenzia in quanto nello schooner l'albero di prua è sempre il più basso.

## Tipi di goletta

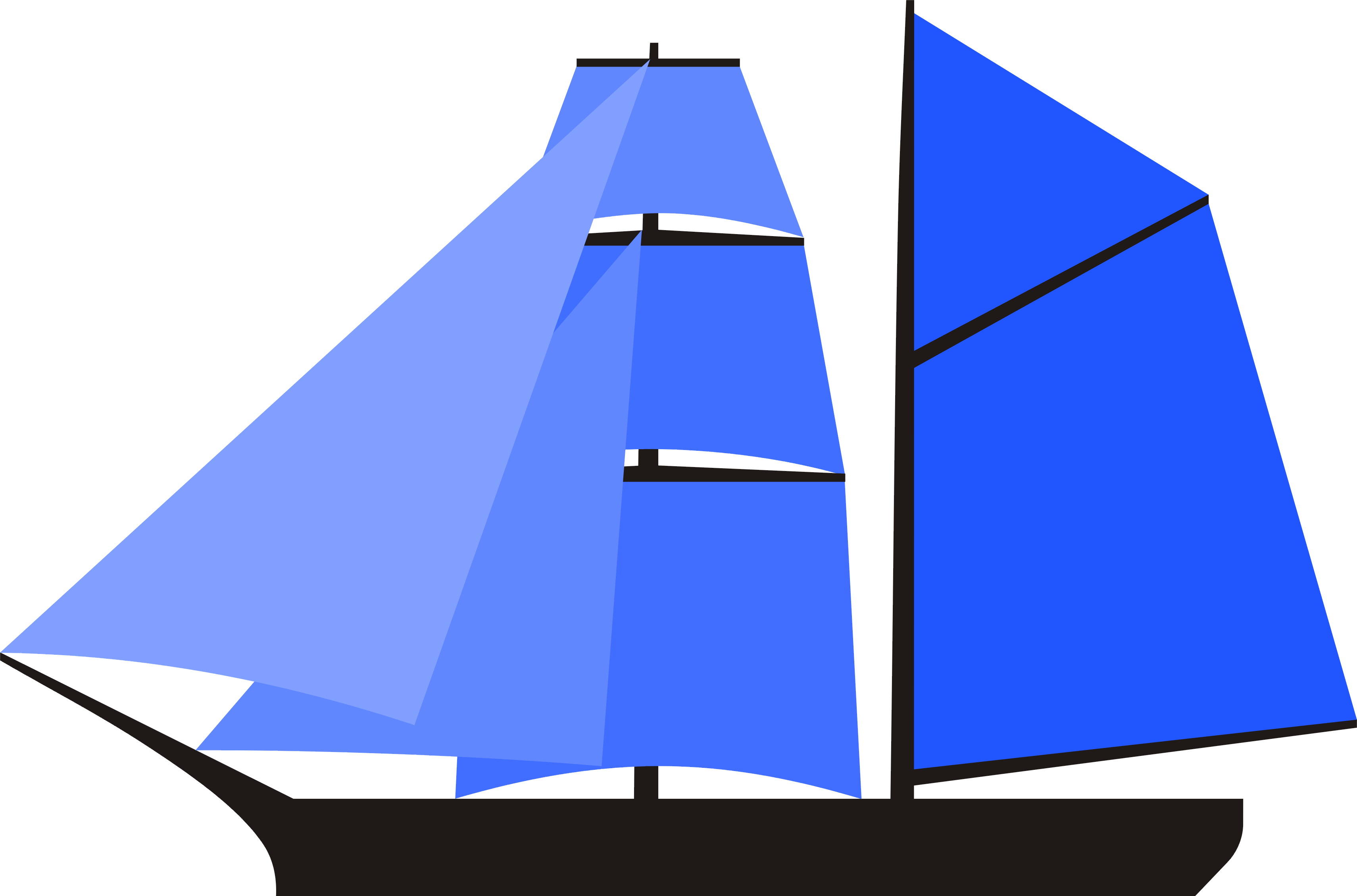
Schema della velatura di un brigantino goletta

Schema della velatura di una bergantina, o nave goletta

- Goletta a gabbiole: presenta alcune gabbie (vele quadre) sull'albero di trinchetto
- Brigantino goletta: presenta l'albero di trinchetto completamente armato con vele quadre e l'albero maestro con vela aurica
- Goletta a palo:  presenta un terzo albero, collocato a poppa. Chiamato palo è fornito anch'esso di vele auriche
- Bergantina, brigantino goletta a palo o barco bestia: presenta un terzo albero a poppa. L'albero di trinchetto a prua è completamente attrezzato con vele quadre, albero di maestra e albero di mezzana sono armate con vele auriche

La goletta è un'imbarcazione molto utilizzata storicamente nell'area del Mediterraneo ed è presente ancora nella cultura folcloristica e storica sia del mare Adriatico che Tirreno. Imbarcazione veloce, eccelle nelle andature di bolina, e venne utilizzata anche nella guerra di corsa.
Con il nome di goletta bermudiana si conosce un tipo di imbarcazione piuttosto differente, presentando essa due alberi di cui il trinchetto posto a prua è più basso e senza vele, mentre l'albero di maestra a poppa è armato solitamente con randa e controranda; tra i due alberi sono issate una vela di strallo e una affatto particolare, detta "vela alla bermudiana". Porta anche alcuni fiocchi.

## Galleria d'immagini

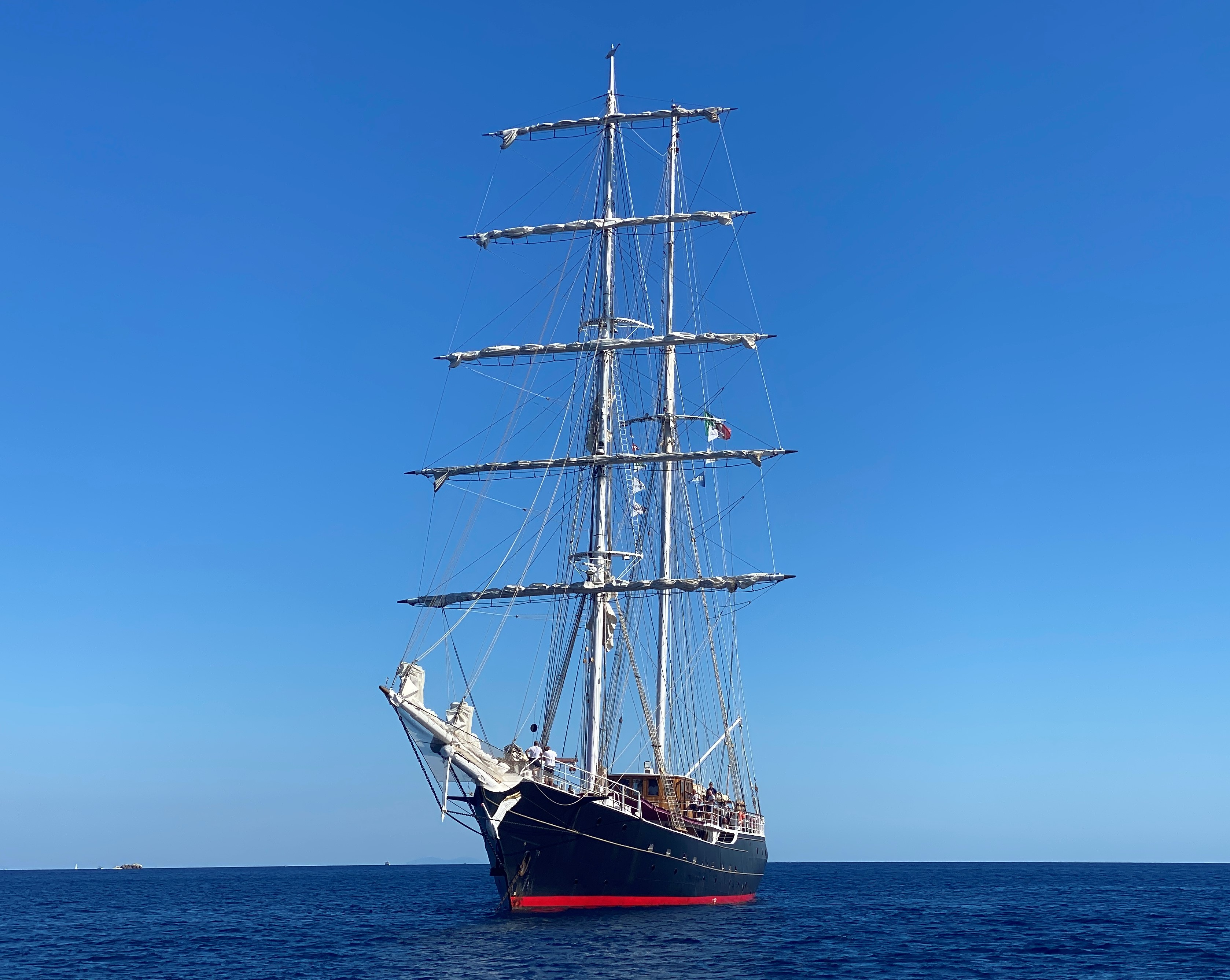
Nave Italia, Brigantino Goletta della Marina Militare
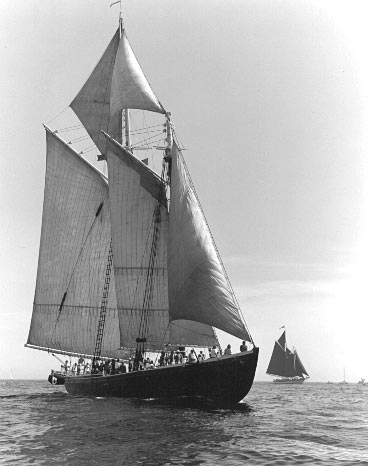
Goletta Adventure
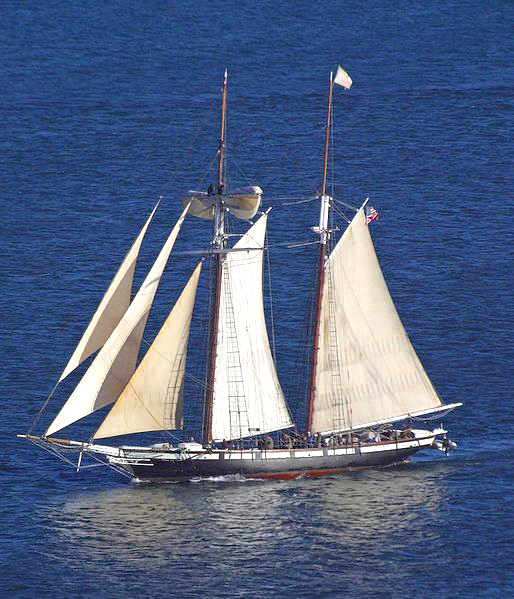
Goletta dall'America Californian
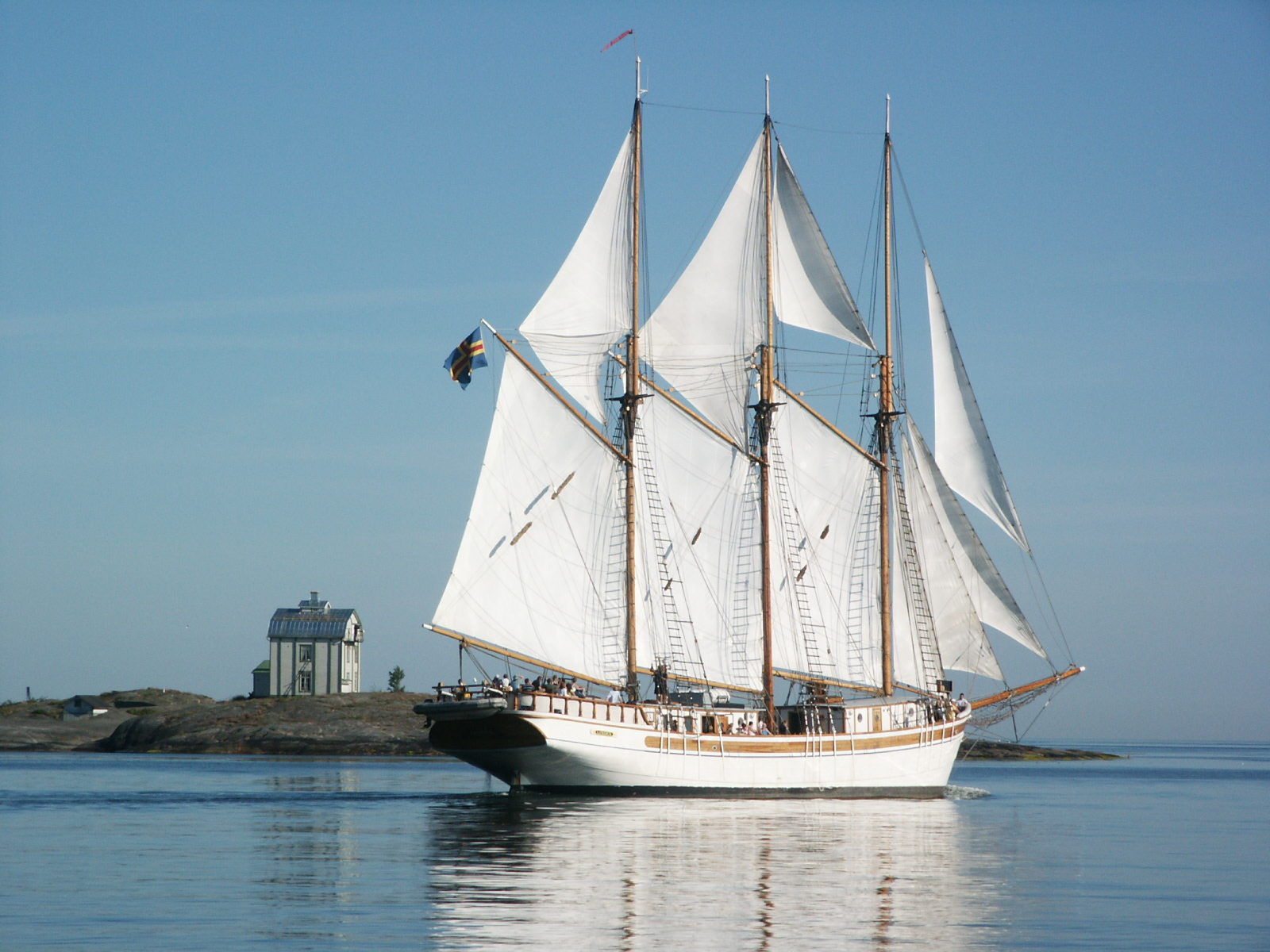
Goletta a tre alberi Åland Linden comodo a vela
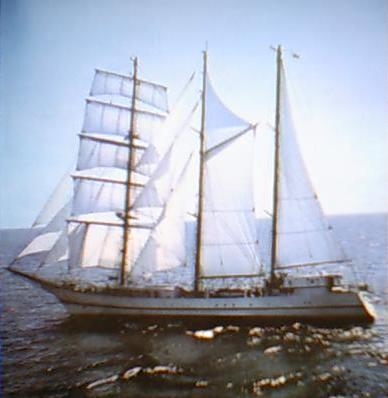
La goletta a tre alberi polacca Iskra II
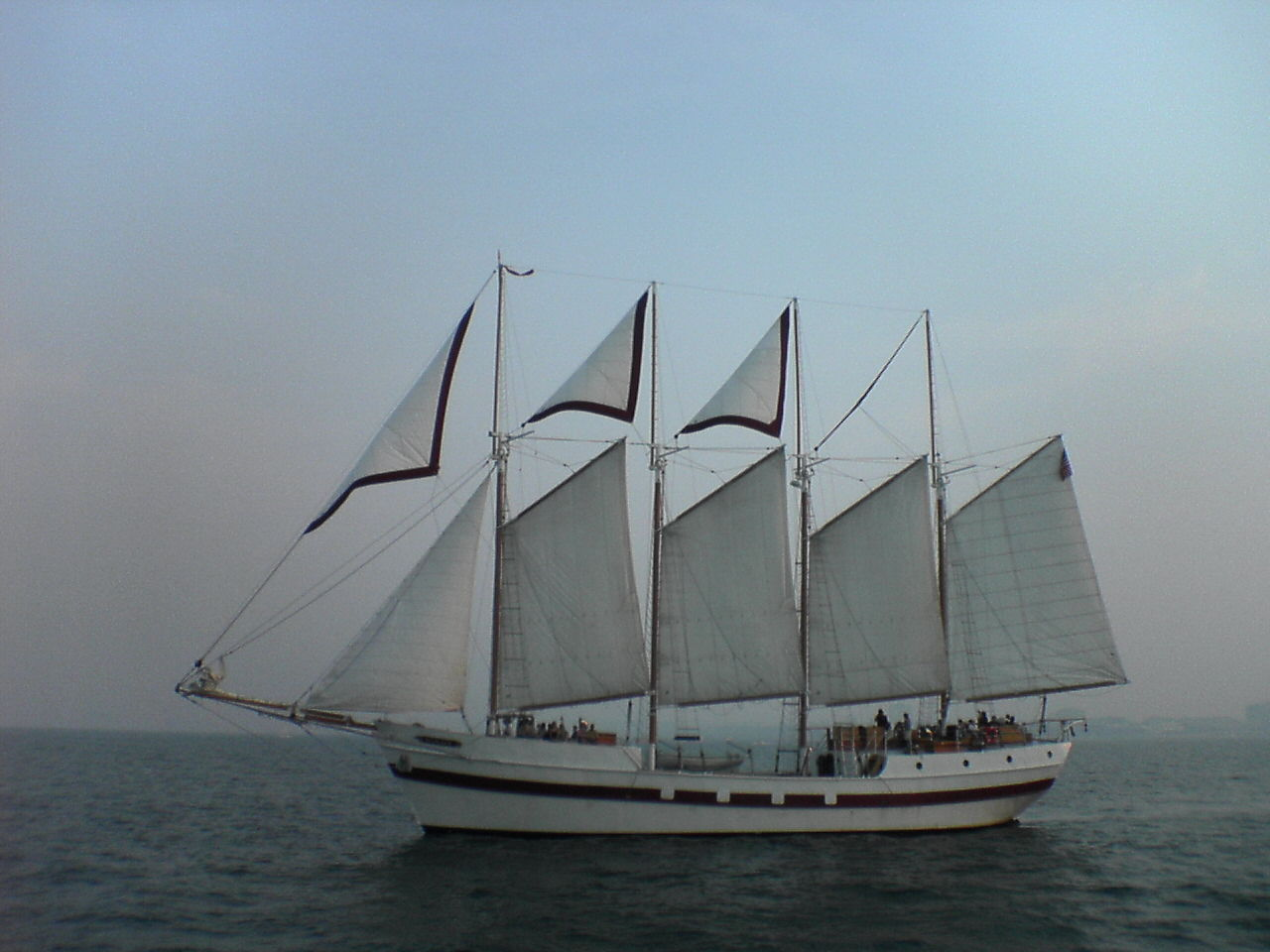
Il quattro alberi schooner, dall'America Windy (Chicago)
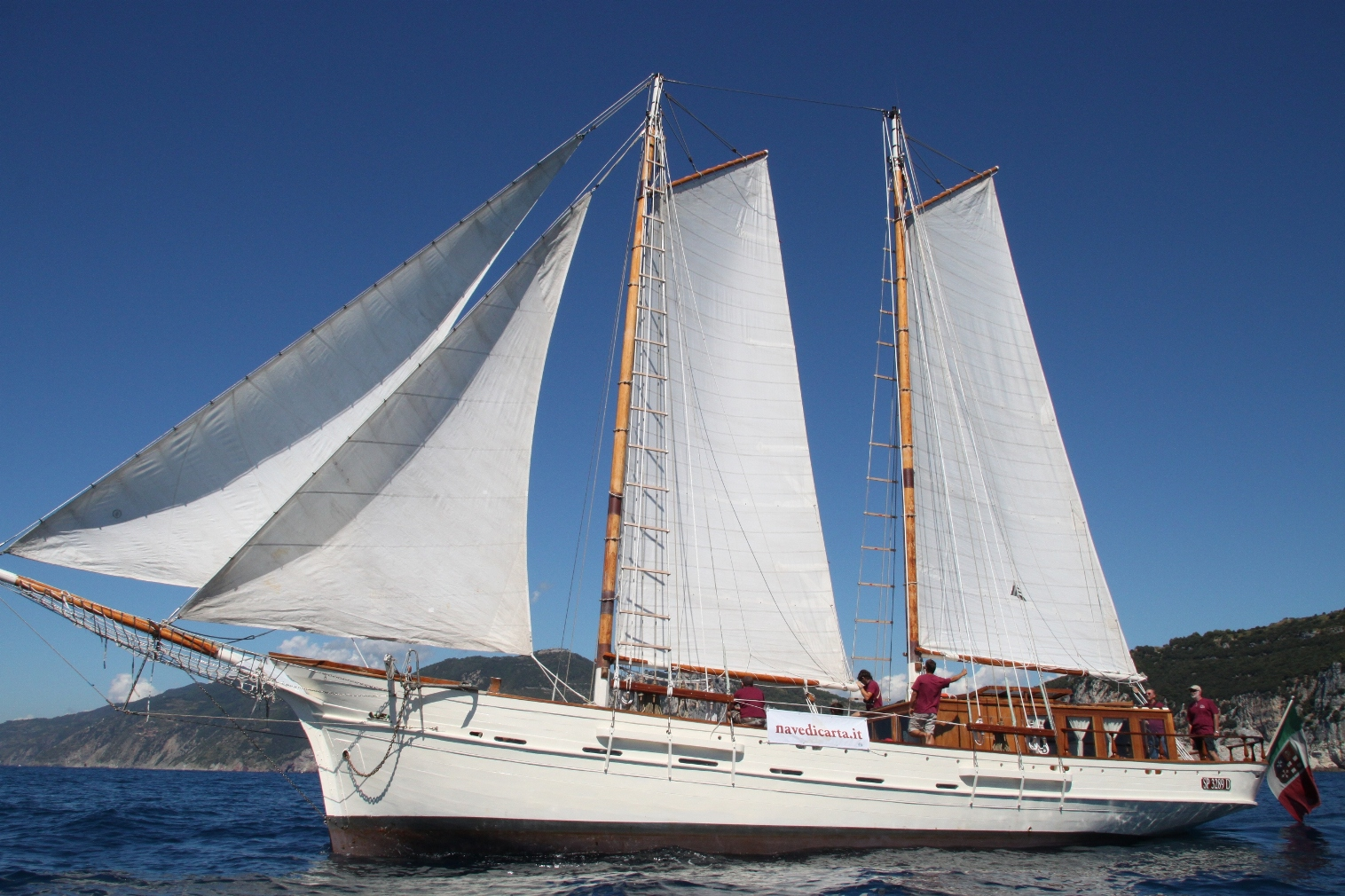
La goletta Oloferne nel 2010 - due alberi con vele auriche e il bompresso (trinchetta e fiocco)
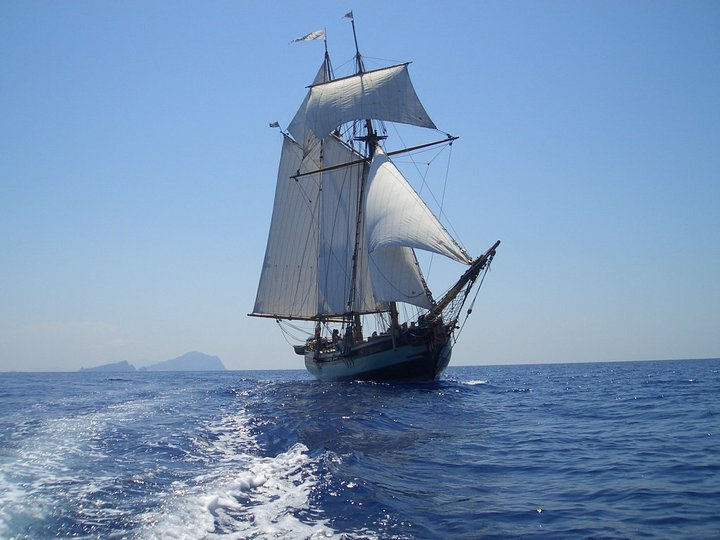
Pandora, goletta italiana a due alberi e bompresso.
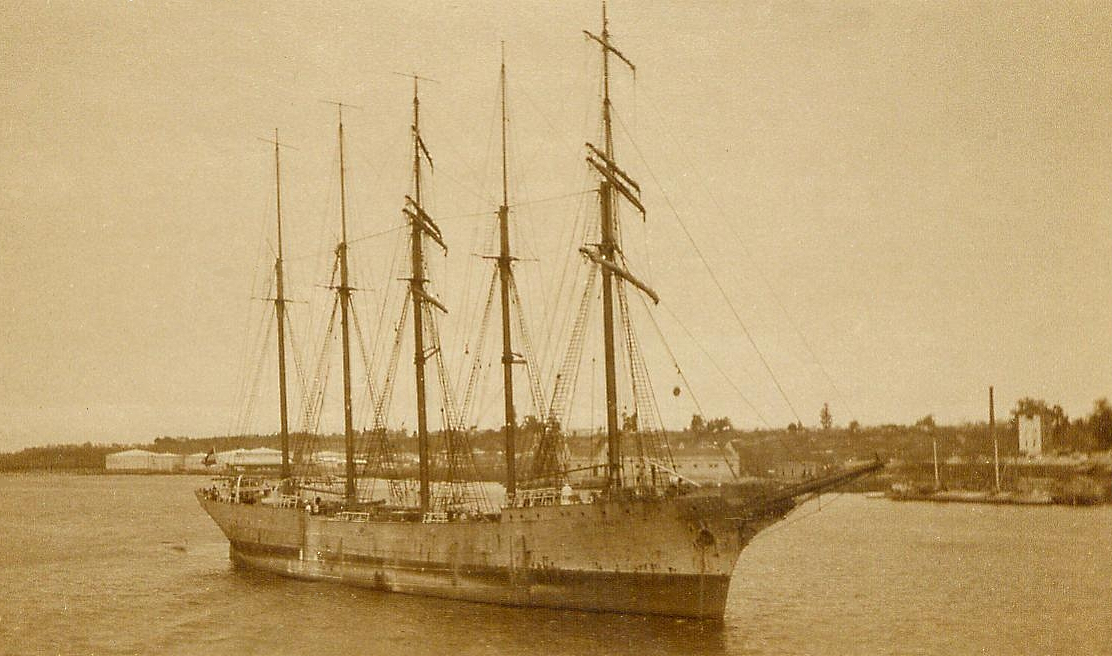
Goletta con 5-alberi e topsail tedesca Carl Vinnen nel 1930/31 a Río de la Plata.